# SMLT
Split Multi-Link Trunking (SMLT) es una tecnología de agregación de enlaces y redes informáticas diseñadas por Avaya en 2001 como un estándar para la mejora de Multi-Link Trunking (MLT), tal como se define en el estándar IEEE 802.3ad.
Una limitación de agregación de vínculos estándar o Multi-Link Trunking (MLT) o EtherChannel es que todos los puertos físicos y el grupo de agregación de enlaces debe residir en el mismo switch. El SMLT, RSMLT, DSMLT y protocolos para eliminar esta limitación, permitiendo que los puertos físicos se puedan separar entre dos opciones, para permitir la creación de la carga activa participación en los diseños de alta disponibilidad de la red que cumplen con "cinco nueves" requisitos de disponibilidad.
- Datos: Q2298824